# Pfarrkirche Ried im Traunkreis

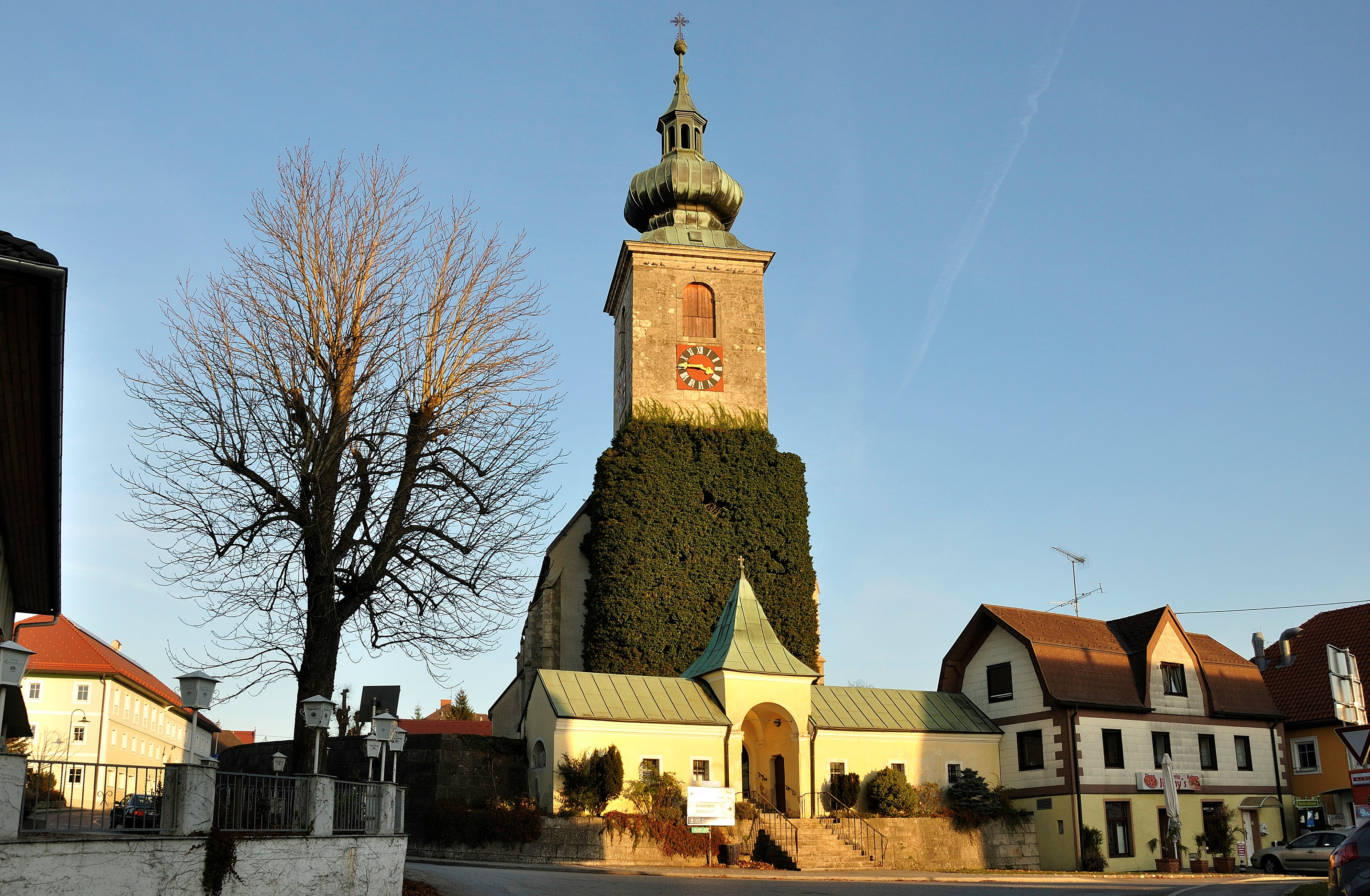
Pfarrkirche hl. Nikolaus in Ried im Traunkreis

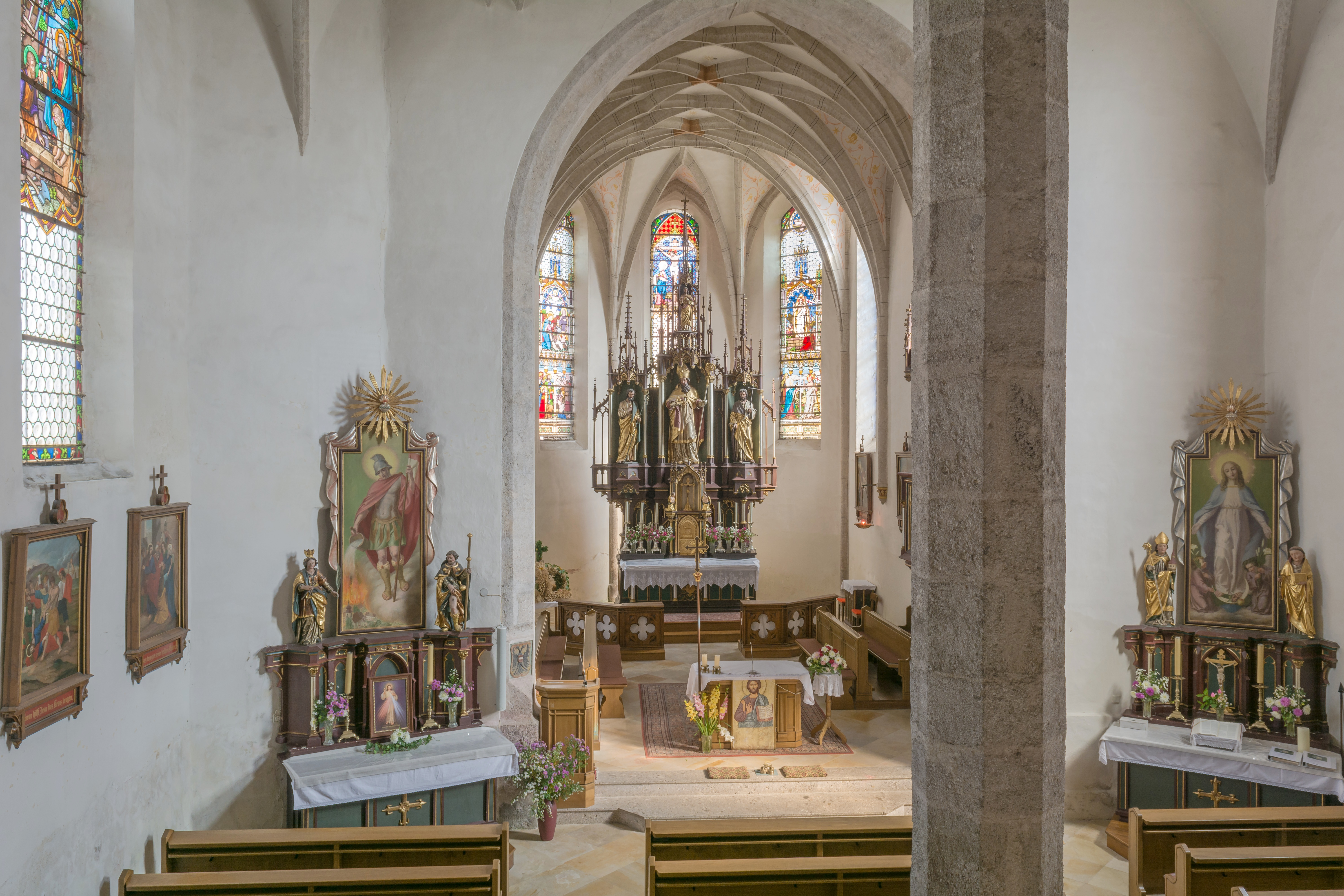
Langhaus, Blick zum Chor

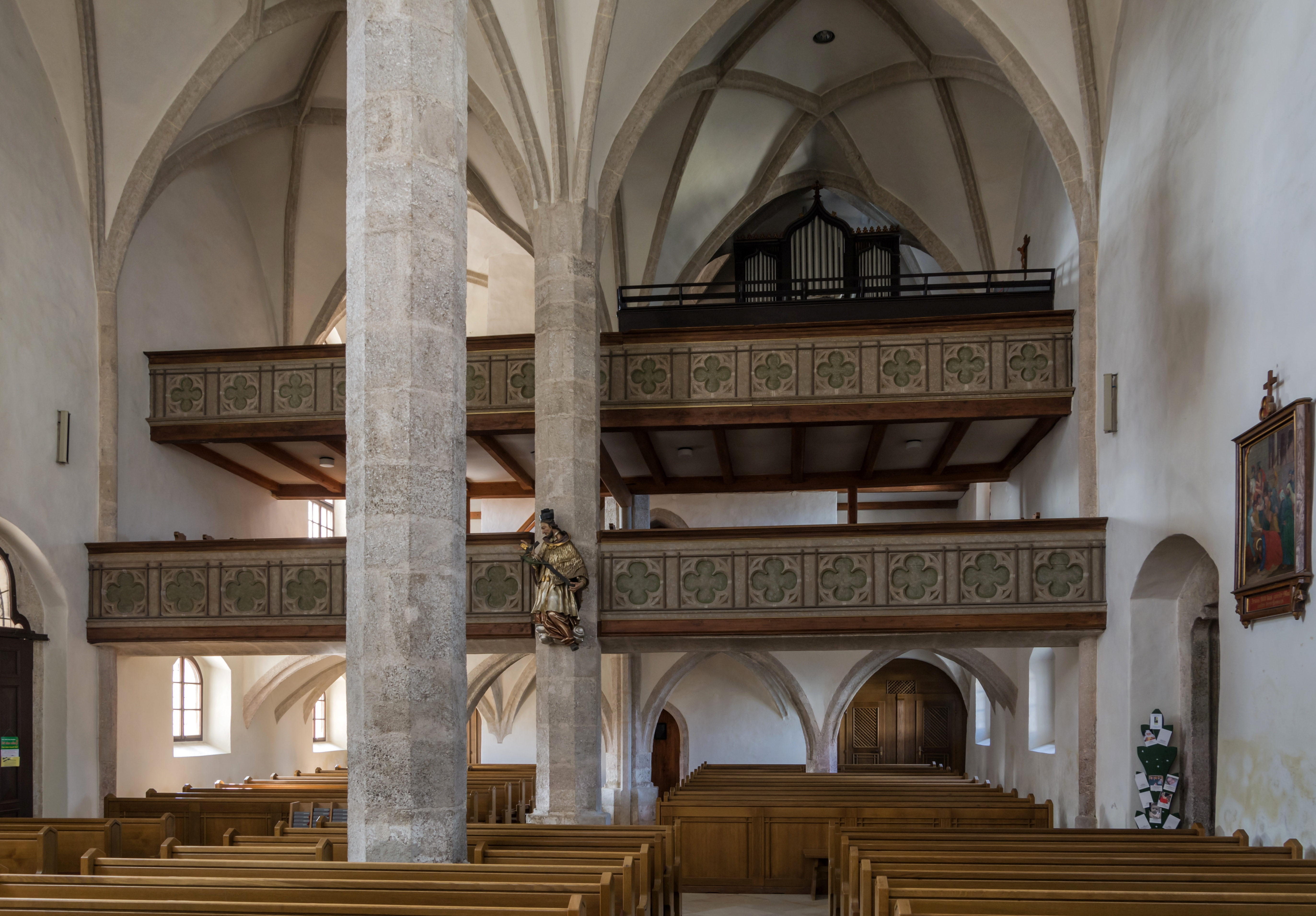
Langhaus, Blick zur Empore

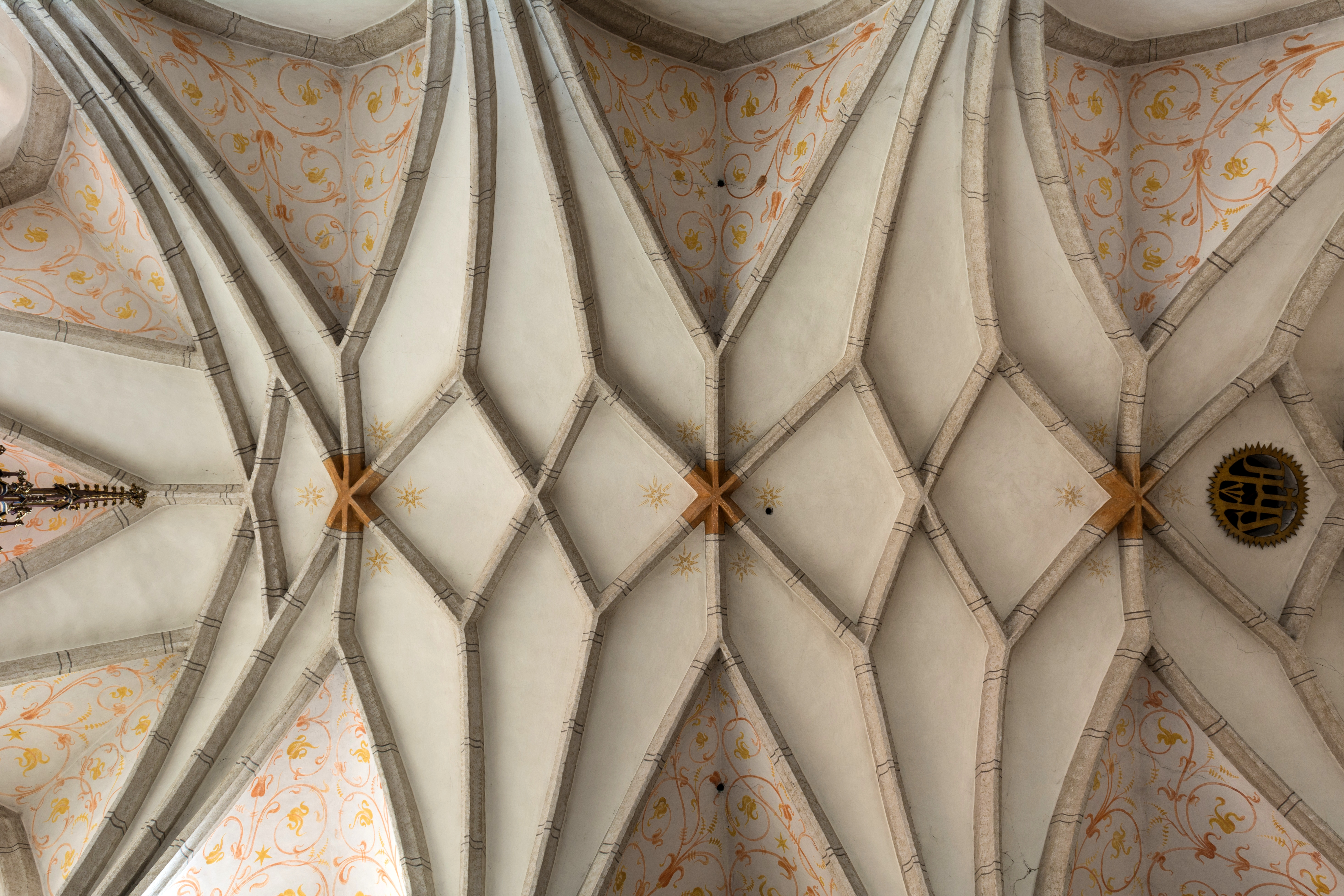
Netzrippengewölbe im Langhaus

Die römisch-katholische Pfarrkirche Ried im Traunkreis steht in der Ortschaft der Gemeinde Ried im Traunkreis im Bezirk Kirchdorf in Oberösterreich. Die dem Patrozinium des Heiligen Nikolaus von Myra unterstellte Pfarrkirche – dem Stift Kremsmünster inkorporiert – gehört zum Dekanat Kremsmünster in der Diözese Linz. Die Kirche steht unter Denkmalschutz. Aufgrund der Größe und Geschlossenheit des eindrucksvollen Efeubewuchses am Kirchturm wurde dieser Efeu mit Bescheid vom 13. April 1984 durch die OÖ. Landesregierung zum Naturdenkmal erhoben.

## Geschichte
Eine Kirche wurde 1160/1165 unter dem Abt Martin von Kremsmünster erbaut und urkundlich genannt. 1179 wurde in einer Bestätigungsbulle von Papst Alexander III. parocchiam Riede als selbstständige Pfarre genannt.
In der Mitte des 15. Jahrhunderts wurde die Kirche wegen Baufälligkeit gesperrt. Die heutige Pfarrkirche wurde im spätgotischen Stil von 1476 bis 1522 erbaut. Nach einem Brand erfolgte 1736 unter dem Abt Alexander III. (1731–1759) eine Restaurierung. Weitere Restaurierungen waren 1902/1903 und 1952. Im Zuge der Renovierung von 1986 wurden Solnhofener Platten verlegt und ein Volksaltar aufgestellt.

## Architektur
Die spätgotische zweischiffige Hallenkirche ist ein Tuffsteinquaderbau. Der Chor ist aus 1476, am Fronbogen ist 1516 genannt. An das vierjochige netzrippengewölbte Langhaus schließt der um zwei Stufen erhöhte eingezogene dreijochige netzrippengewölbte Chor und einem Dreiachtelschluss an. Die vierachsige zweimal gebrochene Westempore ist netzrippenunterwölbt. Der weithin sichtbare Westturm trägt einen Zwiebelhelm. Das reich verstäbte kielbogige Südportal aus 1522 hat eine Vorhalle. Das schulterbogige Nordportal mit 1605 bezeichnet hat auch eine Vorhalle.

## Ausstattung
Die Einrichtung ist neugotisch. Den Hochaltar schuf der Gmundner Bildhauer H. Untersberger (1874) und trägt die Statuen Josef, Nikolaus und Johannes der Täufer. Die Seitenaltäre sind aus 1875. Der linke Seitenaltar trägt das Bild des Hl. Florian und die barocken Statuen der Heiligen Apollonia und Rochus aus dem Ende des 17. Jahrhunderts. Der rechte Seitenaltar mit dem Altarbild der Hl. Mariä (in Gestalt der apokalyptische Frau) trägt die gotischen Statuen der Heiligen Wolfgang und Leonhard, welche aus der Filialkirche Weigersdorf von einem 1476 urkundlich geweihtem Altar hierher übertragen wurden.